# قطعنامه ۱۲۲۸ شورای امنیت
قطعنامه ۱۲۲۸ شورای امنیت سازمان ملل متحد که در تاریخ ۱۱ فوریه ۱۹۹۹ تصویب شد، سندی بین‌المللی دربارهٔ بررسی وضعیت مربوط به صحرای غربی است. این قطعنامه طی نشست ۳۹۷۶ام با ۱۵ رای موافق، ۰ مخالف و ۰ ممتنع تصویب شد.